# St. George Island
St. George Island – jednostka osadnicza w Stanach Zjednoczonych, w stanie Maryland, w hrabstwie St. Mary’s.